# Йоанн Овітю
Йоанн Овітю (фр. Yohann Auvitu; нар. 27 липня 1989, Іврі-сюр-Сен) — французький хокеїст, захисник чеського клубу «Вітковиці». Гравець збірної команди Франції.

## Ігрова кар'єра
Хокейну кар'єру розпочав на батьківщині 2006 року виступами за команду «Монблан».
Влітку 2008 переїхав до Фінляндії, де виступає за місцевий ЮІП, спочатку за юніорську команду, а згодом в першому дивізіоні за ЮІП-Академія. У сезоні 2010–11 Овітю дебютує в основному складі ЮІП, а наступного сезону стає чемпіоном Фінляндії. Перед початком сезону 2014–15 Йоанн переходить до іншого фінського клубу ГІФК і в сезоні 2015–16 здобуває трофей найкращого захисника ліги. Він став першим французом, який здобув цей трофей. У складі ГІФКа відіграв сезон у Лізі чемпіонів.
27 травня 2016 Овітю уклав однорічний контракт з клубом НХЛ «Нью-Джерсі Девілс». 13 жовтня 2016 дебютував у НХЛ в матчі проти «Флорида Пантерс» зробивши одну результативну передачу. 11 листопада 2016 француз відзначився і першим голом. Після 25-и ігор у складі «дияволів» Йоанна віддали до фарм-клубу «Нью-Джерсі» «Олбані Девілс» (АХЛ).
Як вільний агент влітку 2017 француз перейшов до «Едмонтон Ойлерс» уклавши однорічну угоду. У сезоні 2017–18 за «нафтовиків» Йоанн відіграв 33 гри та набрав 9 очок. 7 січня 2018 Овітю зіграв перший матч, як нападник у грі проти «Чикаго Блекгокс».
2 липня 2018 Овітю, як вільний агент залишив НХЛ та уклав дворічний контракт з російським клубом КХЛ «Сочі». Відігравши двадцять п'ять матчів за російську команду 15 січня 2019 сторони дійшли згоди про розірвання достроково контракту.
Надалі виступав за клуб ШХЛ «Лулео». 13 січня 2021 року повернувся до фінського клубу ГІФК.
4 серпня 2022 року француз уклав угоду з командою КХЛ «Нафтохімік». 2 січня 2023 року на правах вільного агента перейшов до швейцарського клубу «Женева-Серветт».
З сезону 2023–24 років захищає кольори чеської команди «Вітковиці».
Був гравцем молодіжної збірної Франції, у складі якої брав участь у 25 іграх. У складі національної збірної Франції дебютував на чемпіонаті світу 2010 року.

## Нагороди та досягнення
- Чемпіон Фінляндії у складі ЮІП (Ювяскюля) — 2012.
- Найкращий захисник Лійга — 2016.
- Команда всіх зірок Лійга — 2016.
- Чемпіон Швейцарії в складі «Женева-Серветт» — 2023.

## Персональне життя
Володіє п'ятьма мовами — французькою, англійською, фінською, російською та німецькою.

## Статистика

### Клубні виступи
| Сезон          | Клуб                | Ліга           | Регулярний сезон | Регулярний сезон | Регулярний сезон | Регулярний сезон | Регулярний сезон | Плей-оф | Плей-оф | Плей-оф | Плей-оф | Плей-оф |
| Сезон          | Клуб                | Ліга           | І                | Г                | П                | О                | ШХ               | І       | Г       | П       | О       | ШХ      |
| -------------- | ------------------- | -------------- | ---------------- | ---------------- | ---------------- | ---------------- | ---------------- | ------- | ------- | ------- | ------- | ------- |
| 2006–07        | «Монблан»           | ЛМ             | 23               | 8                | 2                | 10               | 4                | 2       | 0       | 0       | 0       | 0       |
| 2007–08        | «Монблан»           | ЛМ             | 20               | 5                | 5                | 10               | 8                | 6       | 0       | 3       | 3       | 2       |
| 2008–09        | ЮІП                 | Юн. A          | 39               | 12               | 14               | 26               | 6                | —       | —       | —       | —       | —       |
| 2009–10        | ЮІП                 | Юн. A          | 2                | 1                | 2                | 3                | 2                | —       | —       | —       | —       | —       |
| 2009–10        | ЮІП-Академія        | Местіс         | 44               | 9                | 6                | 15               | 12               | 12      | 2       | 1       | 3       | 6       |
| 2010–11        | ЮІП-Академія        | Местіс         | 34               | 10               | 11               | 21               | 34               | 8       | 4       | 2       | 6       | 4       |
| 2010–11        | ЮІП                 | СМ-Л           | 7                | 0                | 0                | 0                | 0                | —       | —       | —       | —       | —       |
| 2011–12        | ЮІП                 | СМ-Л           | 33               | 1                | 1                | 2                | 8                | 11      | 1       | 0       | 1       | 6       |
| 2011–12        | ЮІП-Академія        | Местіс         | 9                | 2                | 4                | 6                | 6                | —       | —       | —       | —       | —       |
| 2012–13        | ЮІП                 | СМ-Л           | 44               | 3                | 9                | 12               | 18               | 10      | 1       | 1       | 2       | 8       |
| 2012–13        | ЮІП-Академія        | Местіс         | 1                | 1                | 0                | 1                | 0                | —       | —       | —       | —       | —       |
| 2013–14        | ЮІП                 | Лійга          | 29               | 1                | 5                | 6                | 8                | 6       | 2       | 1       | 3       | 2       |
| 2013–14        | ЮІП-Академія        | Местіс         | 1                | 0                | 0                | 0                | 0                | —       | —       | —       | —       | —       |
| 2014–15        | ГІФК                | Лійга          | 55               | 8                | 8                | 16               | 10               | 8       | 3       | 2       | 5       | 2       |
| 2015–16        | ГІФК                | Лійга          | 48               | 6                | 15               | 21               | 6                | 18      | 6       | 7       | 13      | 14      |
| 2016–17        | «Нью-Джерсі Девілс» | НХЛ            | 25               | 2                | 2                | 4                | 2                | —       | —       | —       | —       | —       |
| 2016–17        | «Олбані Девілс»     | АХЛ            | 29               | 5                | 8                | 13               | 2                | —       | —       | —       | —       | —       |
| 2017–18        | «Едмонтон Ойлерс»   | НХЛ            | 33               | 3                | 6                | 9                | 8                | —       | —       | —       | —       | —       |
| 2018–19        | «Сочі»              | КХЛ            | 25               | 2                | 4                | 6                | 8                | —       | —       | —       | —       | —       |
| 2019–20        | «Лулео»             | ШХЛ            | 18               | 0                | 4                | 4                | 2                | —       | —       | —       | —       | —       |
| 2020–21        | ГІФК                | Лійга          | 5                | 1                | 1                | 2                | 0                | —       | —       | —       | —       | —       |
| 2021–22        | ГІФК                | Лійга          | 46               | 6                | 19               | 25               | 4                | 7       | 3       | 3       | 6       | 2       |
| 2022–23        | «Нафтохімік»        | КХЛ            | 20               | 1                | 2                | 3                | 8                | —       | —       | —       | —       | —       |
| 2022–23        | «Женева-Серветт»    | НЛА            | 17               | 1                | 6                | 7                | 6                | 2       | 0       | 0       | 0       | 0       |
| 2023–24        | «Вітковиці»         | ЧЕ             | 35               | 4                | 12               | 16               | 16               | 3       | 1       | 1       | 2       | 2       |
| 2024–25        | «Вітковиці»         | ЧЕ             | 40               | 3                | 10               | 13               | 10               | —       | —       | —       | —       | —       |
| Усього в Лійга | Усього в Лійга      | Усього в Лійга | 267              | 26               | 58               | 84               | 54               | 60      | 16      | 15      | 31      | 34      |
| Усього в НХЛ   | Усього в НХЛ        | Усього в НХЛ   | 58               | 5                | 8                | 13               | 10               | —       | —       | —       | —       | —       |
| Усього в КХЛ   | Усього в КХЛ        | Усього в КХЛ   | 45               | 3                | 6                | 9                | 9                | —       | —       | —       | —       | —       |
| Усього в ЧЕ    | Усього в ЧЕ         | Усього в ЧЕ    | 75               | 7                | 22               | 29               | 26               | 3       | 1       | 1       | 2       | 2       |

### Збірна
| Рік                | Команда            | Турнір             | Місце              | І  | Г | П  | О  | ШХ |
| ------------------ | ------------------ | ------------------ | ------------------ | -- | - | -- | -- | -- |
| 2006               | Франція            | ЮЧС18-D1           | 18-е               | 5  | 2 | 4  | 6  | 2  |
| 2007               | Франція            | ЮЧС18-D1           | 22-е               | 5  | 2 | 3  | 5  | 4  |
| 2007               | Франція            | МЧС-D1             | 17-е               | 5  | 1 | 0  | 1  | 2  |
| 2008               | Франція            | МЧС-D1             | 19-е               | 5  | 0 | 1  | 1  | 2  |
| 2009               | Франція            | МЧС-D1             | 15-е               | 5  | 3 | 7  | 10 | 0  |
| 2010               | Франція            | ЧС                 | 14-е               | 6  | 0 | 2  | 2  | 4  |
| 2011               | Франція            | ЧС                 | 12-е               | 6  | 0 | 1  | 1  | 2  |
| 2012               | Франція            | ЧС                 | 9-е                | 6  | 2 | 2  | 4  | 0  |
| 2013               | Франція            | ЗОІ (квал.)        | НК                 | 3  | 0 | 2  | 2  | 0  |
| 2013               | Франція            | ЧС                 | 13-е               | 7  | 0 | 0  | 0  | 2  |
| 2014               | Франція            | ЧС                 | 8-е                | 8  | 0 | 2  | 2  | 2  |
| 2015               | Франція            | ЧС                 | 12-е               | 7  | 0 | 3  | 3  | 0  |
| 2016               | Франція            | ЧС                 | 14-е               | 7  | 0 | 3  | 3  | 2  |
| 2017               | Франція            | ЧС                 | 9-е                | 7  | 2 | 5  | 7  | 2  |
| 2018               | Франція            | ЧС                 | 12-е               | 4  | 0 | 1  | 1  | 0  |
| 2022               | Франція            | ЧС                 | 12-е               | 7  | 0 | 2  | 2  | 2  |
| 2024               | Франція            | ЧС                 | 14-е               | 7  | 0 | 4  | 4  | 2  |
| Молодіжна збірна   | Молодіжна збірна   | Молодіжна збірна   | Молодіжна збірна   | 25 | 8 | 15 | 23 | 10 |
| Національна збірна | Національна збірна | Національна збірна | Національна збірна | 75 | 4 | 27 | 31 | 18 |